# Magoúla (ort i Grekland, Grekiska fastlandet)
Magoúla (Magoula) är en ort i Grekland.   Den ligger i prefekturen Nomós Evvoías och regionen Grekiska fastlandet, i den östra delen av landet, 50 km norr om huvudstaden Aten. Magoúla ligger 46 meter över havet och antalet invånare är 1 063. Den ligger på ön Euboia.
Terrängen runt Magoúla är kuperad norrut, men söderut är den platt. Havet är nära Magoúla söderut.  Närmaste större samhälle är Erétria, 3,2 km sydväst om Magoúla. 